# Teymour Geytchayev
 (décembre 2023).
Teymur Geytchayev (en azéri :Teymur Ənvər oğlu Göyçayev ; né le 11 août 1958 à ) est un chef d'orchestre azerbaïdjanais, directeur artistique de l'Orchestre de chambre d'État d'Azerbaïdjan Gara Garayev, artiste du peuple de la République d'Azerbaïdjan. Boursier individuel du Président de la République d'Azerbaïdjan (depuis 2020 ), Directeur de l'école secondaire spécialisée de musique du nom de Bul-Bul.

## Sa vie et son œuvre
Teymur Anvar oghlu Geychayev est diplômé de la faculté des instruments à cordes (violon) de l'Académie de musique Hadjibeyov de Bakou en 1981 avec un diplôme spécialisé. Il  travaillé comme artiste dans l'Orchestre Symphonique d'État d'Azerbaïdjan du nom de U. Hadjibeyov. Depuis 1986, il enseigne à l'école secondaire de musique du nom de Bulbul, puis à l'Académie de musique de Bakou.
Depuis 1998, il est directeur artistique de l'Orchestre de chambre d'État d'Azerbaïdjan du nom de Gara Garayev.

## Prix
En 2000, il reçoit le titre d'Artiste émérite de la République d'Azerbaïdjan et en 2005, le titre d'Artiste du peuple de la République d'Azerbaïdjan. Le 9 mai 2012, le 30 avril 2014, le 6 mai 2015, le 6 mai 2016 le 1er mai 2017, le 9 mai 2018 et le 10 mai 2019 le musicien reçoit le Prix présidentiel.
Le 10 mai 2014, il obtient le prix international « Golden Sycamore » de la Fondation Heydar Aliyev.
Le 10 août 2018, il est décoré de l'Ordre de la Gloire sur ordre du Président de la République d'Azerbaïdjan.
Le 7 mai 2020, il reçoit la bourse individuelle du Président de la République d'Azerbaïdjan.

## Filmographie
Au revoir, ville du Sud (film, 2006)